# Huelga del acero de 1919
La huelga del acero de 1919 se desarrolló en varias ciudades mineras de Estados Unidos. Buscaba que se mantuvieran las condiciones de los trabajadores de  la industria siderúrgica alcanzadas durante la Primera Guerra Mundial. Comenzó el 22 de septiembre de 1919, y terminó sin éxito el 8 de enero de 1920. Fue liderada por la  Amalgamated Association of Iron, Steel and Tin Workers (AA), un sindicato formado en 1876 por trabajadores calificados del acero y el hierro, que tenía sus bases en el sindicalismo artesanal. 

## Trasfondo

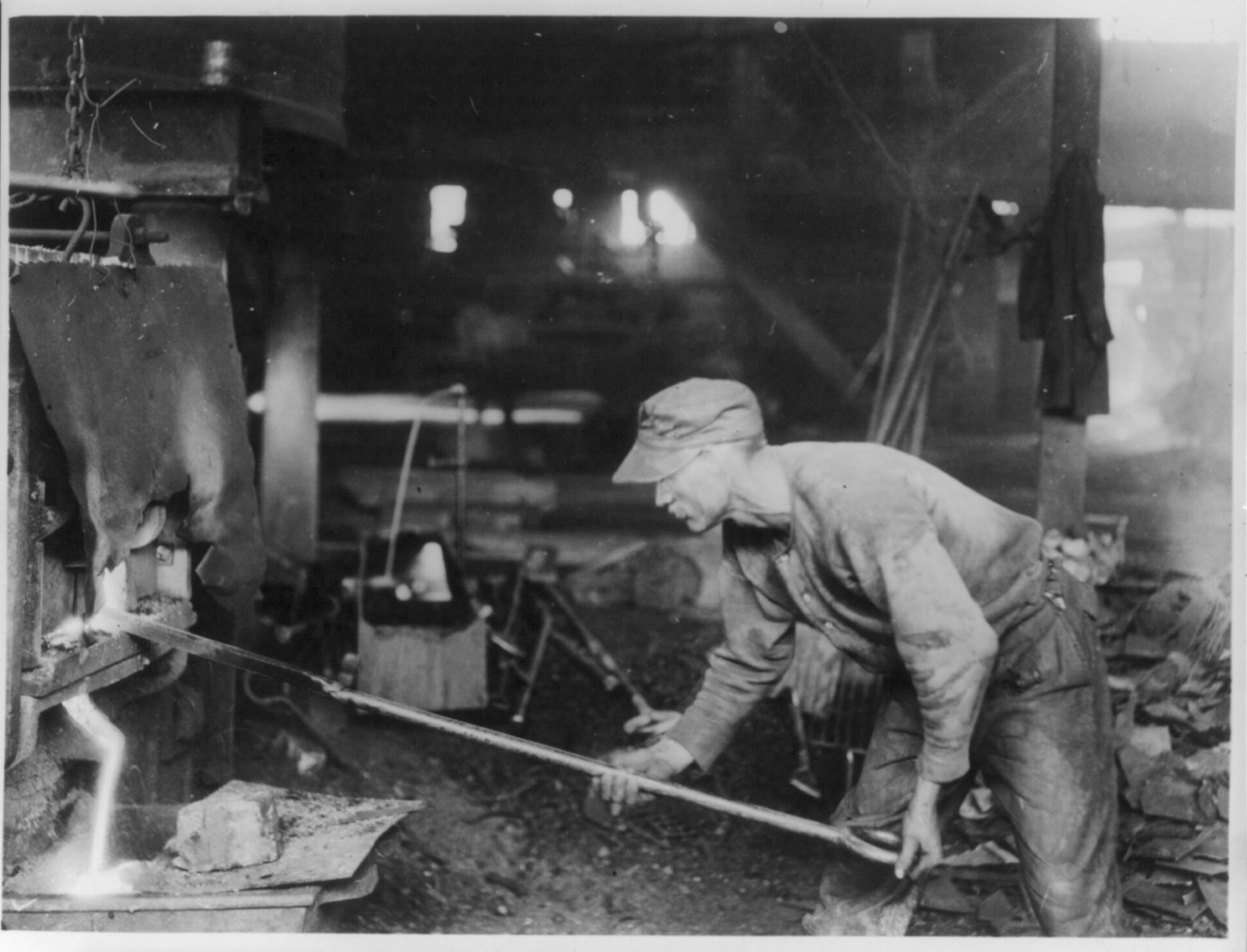
Un obrero siderúrgico en 1919

La mano de obra era un elemento crucial del esfuerzo bélico de la Primera Guerra Mundial. Para evitar los conflictos entre los sindicatos y los patronos, el gobierno creó la War Labor Board (en inglés, Junta Laboral de Guerra). Esta negoció que los empleadores mejoraran las condiciones laborales y reconocieran a los sindicatos a cambio de una suspensión de las huelgas.
Fue la primera vez que el gobierno protegió a los sindicatos: se respetó la jornada laboral de ocho horas y cesaron los ataques contra los sindicalistas. Pero poco después del Día del Armisticio se deshicieron los acuerdos a favor a de los trabajadores y los organizadores de la AFL en Pittsburgh y sus alrededores comenzaron a ser acosados por los esbirros de las empresas siderúrgicas. Se negaron los permisos para las reuniones, no se podían alquilar salas de reuniones (cuando lo estaban, la Junta de Salud local cerró la sala), y los matones de la agencia Pinkerton detuvieron a los organizadores en la estación de tren, los obligaron a abandonar la ciudad, y se confiscó los documentos que traían. La AFL buscó la ayuda de sus aliados políticos, pero el hostigamiento continuó. La presión antisindical se extendió al Medio Oeste y al Oeste del país.

## Huelga

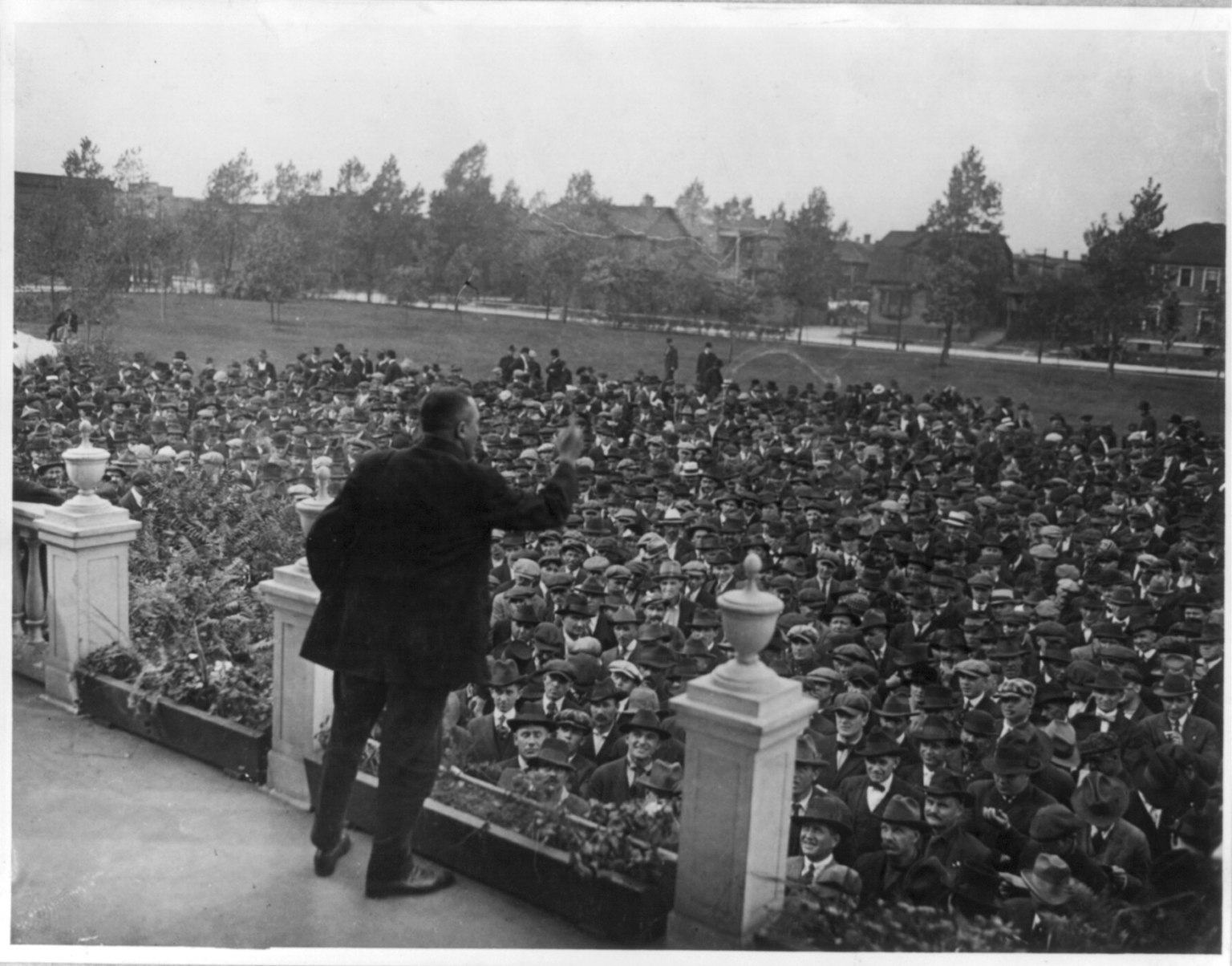
Líder laborista manifestación de trabajadores siderúrgicos en huelga en Gary. (1919)

El 1 de abril de 1919, miles de mineros en Pensilvania se declararon en huelga para exigir que los funcionarios locales permitieran las reuniones sindicales. Los alcaldes de la ciudad aterrorizados pronto emitieron los permisos necesarios. Las reuniones masivas avivaron el sentimiento a favor de los sindicatos. Los trabajadores siderúrgicos se sintieron traicionados por las promesas incumplidas de los empleadores y el gobierno de mantener bajos los precios, aumentar los salarios y mejorar las condiciones laborales. Se calcula que cerca de 365 000 trabajadores se unieron a la huelga en todo el paìs.
La AFL celebró una conferencia nacional de trabajadores siderúrgicos en Pittsburgh el 25 de mayo de 1919 para impulsar una campaña de organización, pero se negó a dejar que los trabajadores se declararan en huelga. Los empleados desilusionados comenzaron a abandonar el movimiento laboral. El Comité Nacional debatió el tema de la huelga durante junio y julio. Los preocupados miembros del comité, al ver que se les escapaba la oportunidad de obtener ganancias sólidas en la membresía, acordaron celebrar un referéndum de huelga en las fábricas en agosto. La respuesta fue del 98% a favor de una huelga general de trabajadores siderúrgicos que comenzaría el 22 de septiembre de 1919.

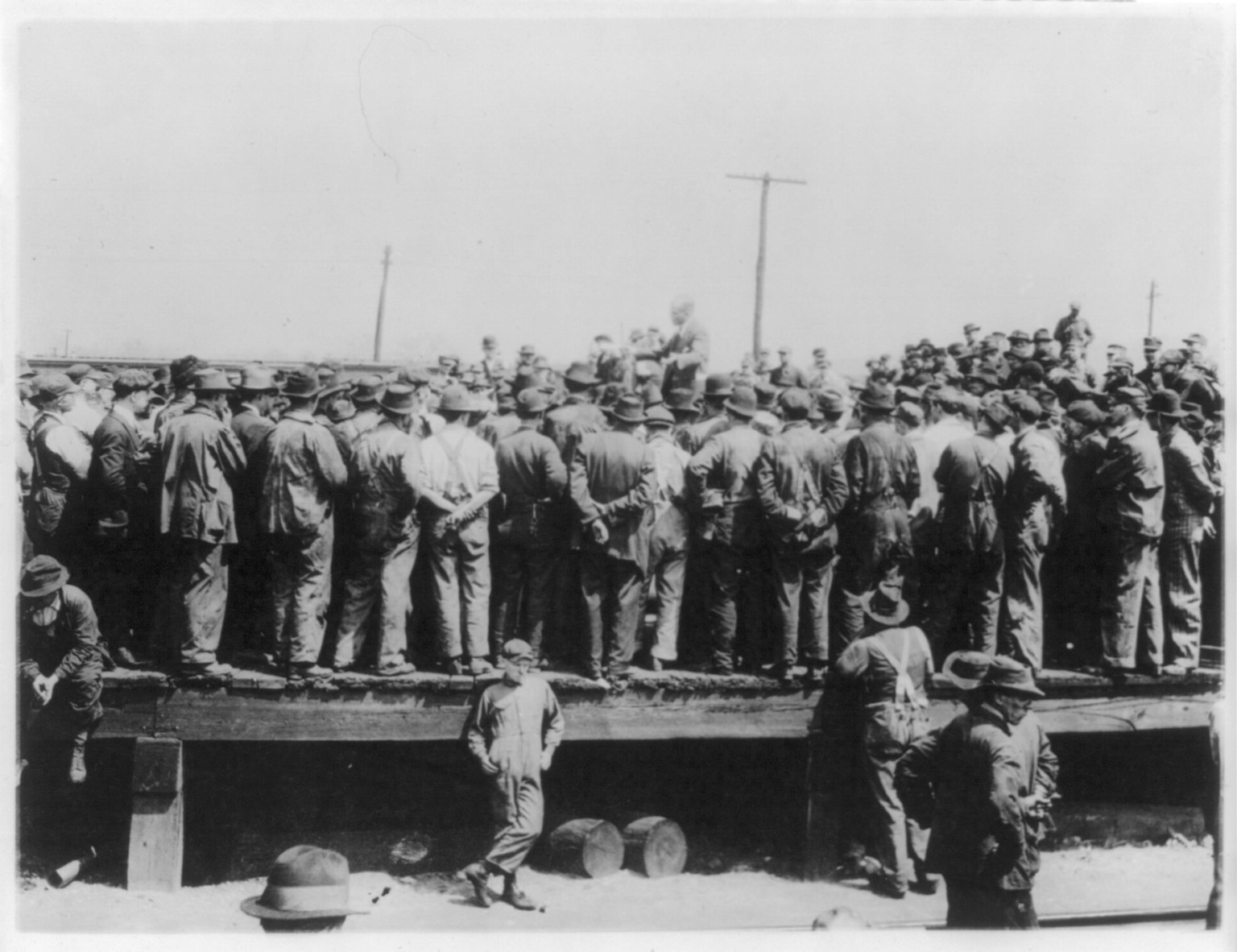
Trabajadores siderúrgicos escuchando a un organizador laboral. (1919)

A medida que se acercaba la fecha límite de la huelga, el Comité Nacional intentó negociar con el presidente de U.S. Steel, Elbert Gary. El comité también pidió la ayuda del presidente Woodrow Wilson. Se enviaron telegramas y cartas de ida y vuelta, pero Gary se negó a reunirse y Wilson, en su desafortunada gira para conseguir apoyo para la Liga de Naciones, no pudo influir en la empresa.

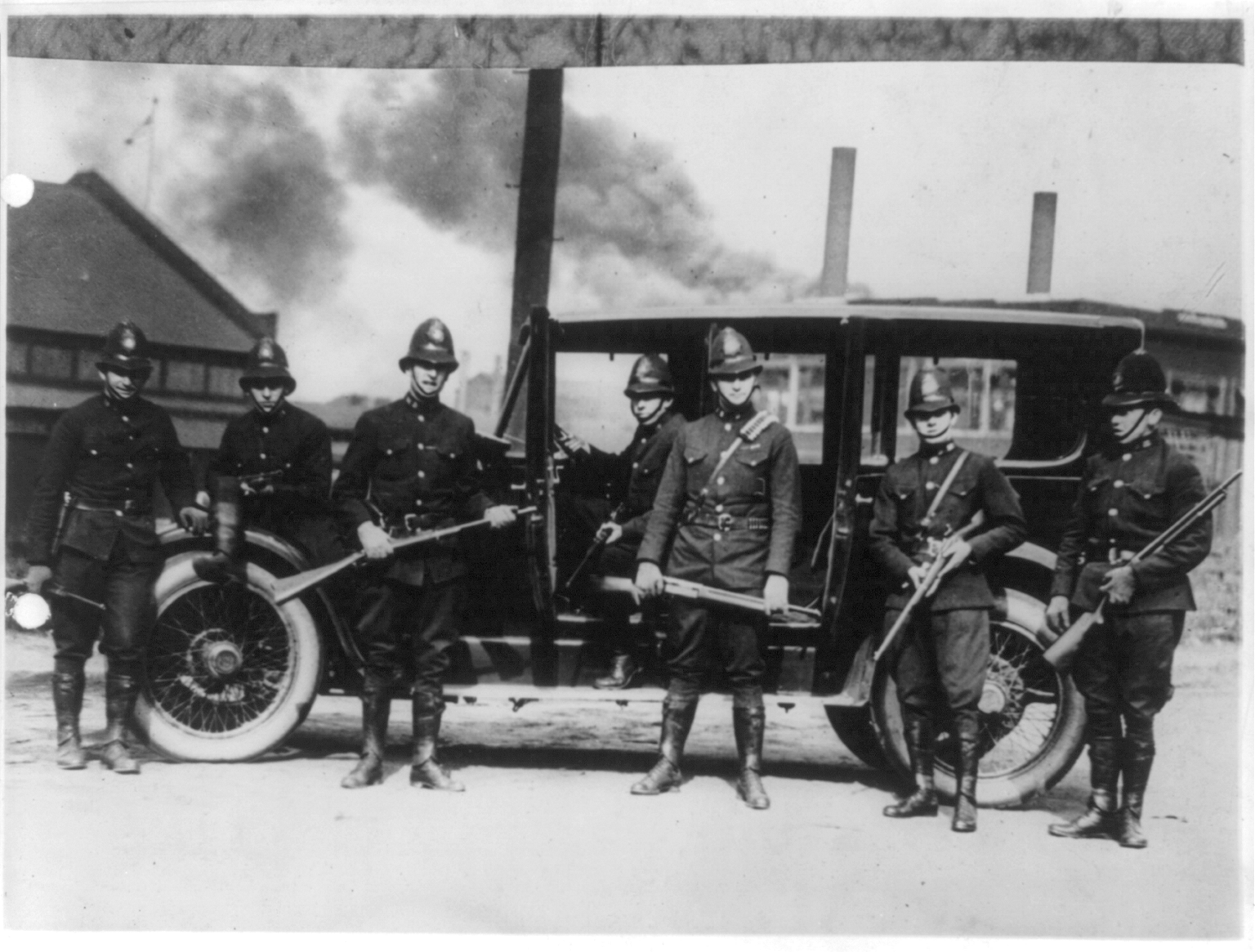
Siete policías posaron con equipo antidisturbios, preparándose para el motín

Los trabajadores siderúrgicos llevaron a cabo su amenaza de huelga. La huelga de septiembre cerró la mitad de la industria del acero, incluidas casi todas las plantas en Pueblo, Chicago, Wheeling, Johnstown, Cleveland, Lackawanna y Youngstown. Las empresas siderúrgicas habían juzgado gravemente mal la fuerza del descontento de los trabajadores.

Pero los propietarios rápidamente pusieron a la opinión pública en contra de la AFL. El temor rojo de la posguerra había arrasado el país a raíz de la Revolución rusa de octubre de 1917 y las siderúrgicas aprovecharon con entusiasmo el cambio de clima político. Cuando comenzó la huelga, presentaron como un peligrosos extremista al copresidente del Comité, el socialista Nacional William Z. Las empresas siderúrgicas aprovecharon los temores nativistas al señalar que un gran número de trabajadores siderúrgicos eran inmigrantes. La opinión pública se volvió rápidamente contra los trabajadores en huelga. Solo el derrame cerebral de Wilson el 26 de septiembre de 1919 impidió la intervención del gobierno, ya que los asesores de Wilson eran reacios a tomar medidas con el presidente incapacitado.
La inacción del gobierno federal permitió que las autoridades estatales y locales y las empresas siderúrgicas tuvieran margen de maniobra. Las reuniones masivas estaban prohibidas en la mayoría de las zonas afectadas por la huelga. Se presionó a veteranos y comerciantes para que se desempeñaran como diputados. La policía estatal de Pensilvania aporreó a los piqueteros, sacó a los huelguistas de sus hogares y encarceló a miles por cargos endebles. En Delaware, los guardias de la empresa fueron sustituidos y encarcelaron a 100 huelguistas por falsos cargos de porte de armas. En Monessen cientos de hombres fueron encarcelados y luego se les prometió la libertad si aceptaban desautorizar el sindicato y regresar al trabajo. Después de que los rompehuelgas y la policía se enfrentaran con los sindicalistas en Gary el Ejército se apoderó de la ciudad el 6 de octubre de 1919 y se declaró la ley marcial. Los guardias nacionales, que dejaron a Gary después de que las tropas federales se hicieron cargo, volcaron su ira contra los huelguistas en el cercano Indiana Harbor.
Las empresas siderúrgicas también recurrieron a la ruptura de huelgas y la propagación de rumores racistas para desmoralizar a los piqueteros. Entre 30 000 y 40 000 trabajadores afro y mexicanos no calificados fueron llevados a trabajar en los molinos. Los funcionarios de la empresa jugaron con el racismo de muchos trabajadores siderúrgicos blancos al señalar lo bien alimentados y felices que parecían los trabajadores negros ahora que tenían trabajos "blancos". Los espías de la compañía también difundieron rumores de que la huelga se había derrumbado en otros lugares y señalaron las acerías en funcionamiento como prueba de que la huelga había sido derrotada.
La AFL saboteó la huelga de varias formas. Cuando AA exigió que la AFL contribuyera al alivio de la huelga, Gompers preguntó sarcásticamente cuánto dinero tenía intención de contribuir AA. Pocos sindicatos del Comité Nacional o de la AFL contribuyeron con fondos de ayuda.
A medida que avanzaban octubre y noviembre, muchos miembros de AA cruzaron las líneas de piquete para regresar al trabajo. Los afiliados de AA colapsaron debido a las luchas internas de los miembros que esto causó. Los sindicatos del Comité Nacional, disputando la jurisdicción en las acerías, se acusaron públicamente unos a otros de no apoyar la huelga.
La Gran Huelga del Acero de 1919 colapsó el 8 de enero de 1920. Los molinos de Chicago cedieron a finales de octubre. A finales de noviembre, los trabajadores volvieron a sus puestos de trabajo en Gary, Johnstown, Youngstown y Wheeling. La AA, devastada por la huelga y viendo el colapso de sus lugareños, argumentó con el Comité Nacional por un regreso unilateral al trabajo. Pero el Comité Nacional votó para mantener la huelga en contra de los deseos del sindicato.
La huelga se prolongó en áreas aisladas como Pueblo y Lackawanna, pero la acción laboral diezmó a AA. El presidente de AA, Michael F. Tighe, exigió que el Comité Nacional se disolviera; su movimiento falló. Tighe se retiró del Comité Nacional. En ausencia del sindicato con jurisdicción primaria sobre la industria del acero, el Comité Nacional dejó de funcionar.

## Impacto
El fracaso de la huelga supuso que no hubo organizaciones sindicales en la industria del acero durante los siguientes 15 años. Los avances en la tecnología, como el desarrollo de la laminadora de láminas continuas de banda ancha, hicieron que la mayoría de los trabajos especializados en la fabricación de acero fueran obsoletos. Cuando AA consideró convocar una huelga nacional en 1929 para exigir que se rechazara la nueva tecnología, casi todos los afiliados de AA devolvieron su estatuto a la comunidad internacional en lugar de obedecer la orden de huelga. En 1930, la AA tenía sólo 8.600 miembros. Su liderazgo, quemado por huelgas fallidas en 1892, 1901 y 1919, se volvió acomodaticia y sumisa. La AA, que sólo tuvo un papel menor que desempeñar en la huelga del acero de 1919, permaneció moribunda hasta la llegada del Comité Organizador de los Trabajadores del Acero en 1936.